# Berna 2 US
Der Berna 2 US  ist ein Lastwagenmodell, das das Schweizer Unternehmen Berna ab 1957 herstellte.

## Technische Daten und Geschichte
Der Berna 2 US, militärische Bezeichnung «Lastw m 4,0 t 4x2», verfügt über ein Gesamtgewicht von 8800 kg, einen Aufbau mit Kabine und Brücke sowie eine Bordspannung von 24 Volt. Der 4-Zylinder-Dieselreihenmotor  mit 5820 cm³ erzeugt eine Leistung von 59 kW (80 PS).
Die Berna 2 US waren im Dienst der Schweizer Armee. Jedoch wurden auch Berna 2 US für den zivilen Markt hergestellt. Ein Berna-2-US-Lastwagen befindet sich heute im Museum im Zeughaus Schaffhausen.